# Gare de Saint-Ay
Gare de Saint-Ay vasútállomás Franciaországban, Saint-Ay településen.

## Vasútvonalak
Az állomást az alábbi vasútvonalak érintik:
- Párizs–Bordeaux-vasútvonal

## Kapcsolódó állomások
A vasútállomáshoz az alábbi állomások vannak a legközelebb:
- Gare de Chaingy-Fourneaux-Plage (Paris Gare d’Austerlitz)
- Gare de Meung-sur-Loire (Gare de Bordeaux-Saint-Jean)